# Planeta de carbono

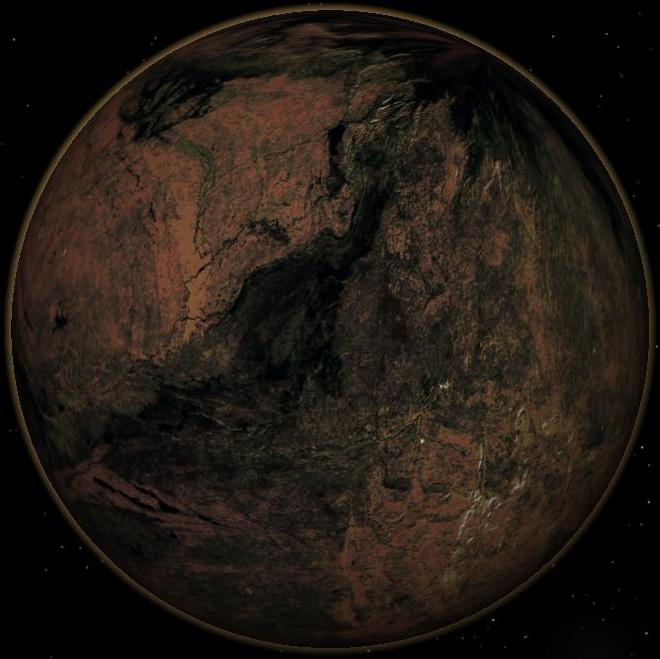
Concepção artística de um planeta de carbono. A superfície é escura e avermelhada devido aos depósitos de hidrocarbonetos.

Um planeta de carbono, também conhecido como planeta de diamantes e planeta de carbonetos, é um tipo teórico de planetas extrassolares proposto por Marc Kuchner que poderiam se formar de discos protoplanetários com muito carbono e pouco oxigênio. De acordo com a planetologia, ele não iria se desenvolver como a Terra, Marte e Vênus, planetas compostos principalmente de compostos de óxigênio e silício. A teoria ganhou popularidade e é dito que ela é construída sobre possibilidades razoáveis.